# Synagrops
Genre
Synagrops est un genre de poissons de la famille des Acropomatidae.

## Liste des espèces
- Synagrops adeni Kotthaus, 1970.
- Synagrops analis (Katayama, 1957).
- Synagrops argyreus (Gilbert & Cramer, 1897).
- Synagrops bellus (Goode & Bean, 1896).
- Synagrops japonicus (Döderlein, 1883).
- Synagrops malayanus Weber, 1913.
- Synagrops microlepis Norman, 1935.
- Synagrops philippinensis (Günther, 1880).
- Synagrops pseudomicrolepis Schultz, 1940.
- Synagrops serratospinosus Smith & Radcliffe, 1912.
- Synagrops trispinosus Mochizuki & Sano, 1984.